# Sepé Tiaraju

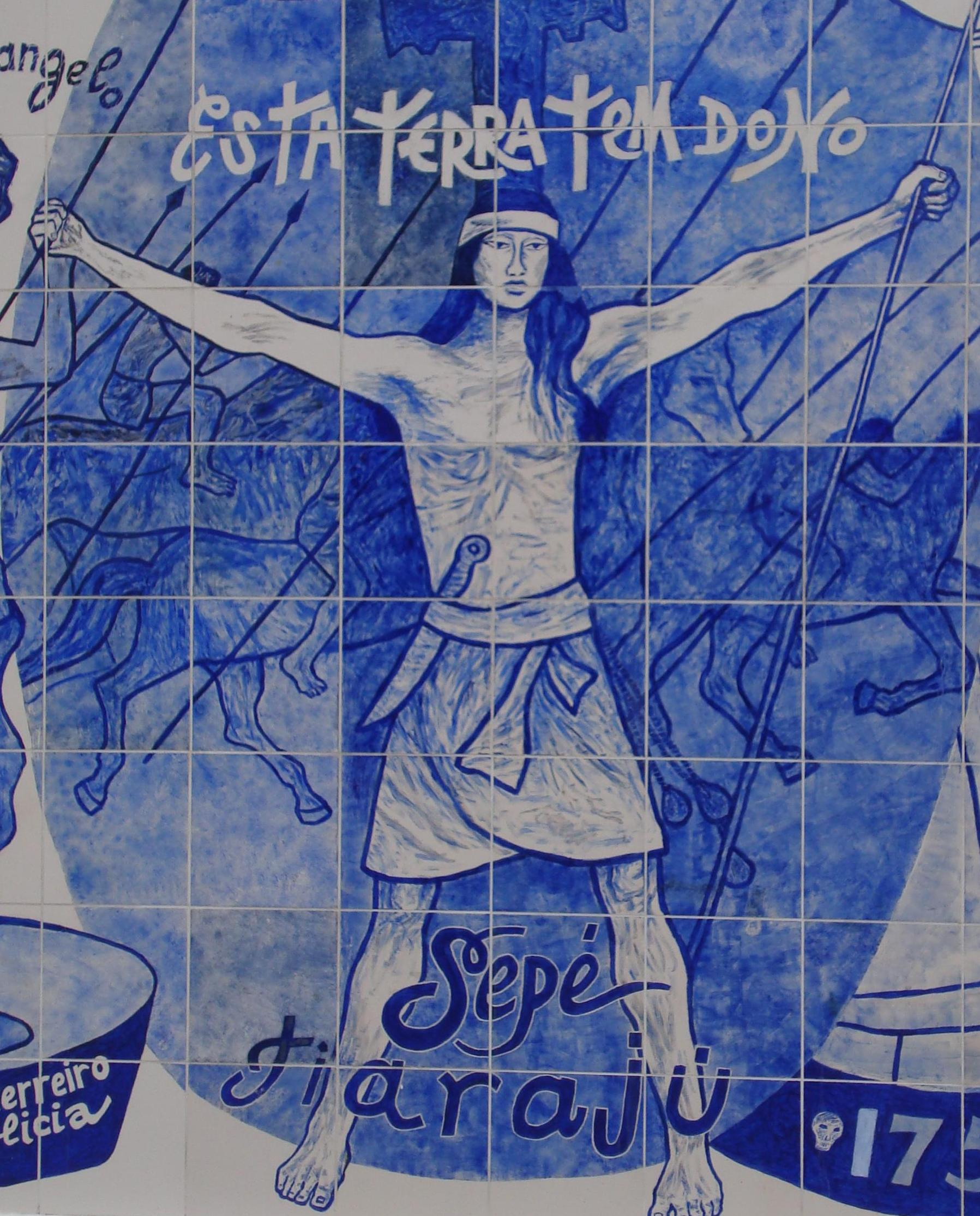
Denkmal in Porto Alegre, Rio Grande do Sul, Brasilien

Sepé Tiaraju oder José Sepé Tiarayú (* um 1720, in der Reduktion São Luiz Gonzaga oder San Francisco de Borja; † 7. Februar 1756 in São Gabriel, im heutigen Bundesstaat Rio Grande do Sul, Brasilien) war ein Führer der Guaraní gegen portugiesische und spanische Verbände in den Guerras Guaraníticas, den Guaraníkriegen, die von 1753 bis 1756 stattfanden. Im 19. Jahrhundert wurde er zu einer bedeutenden literarischen Figur und zur Hauptfigur in einer musikgeschichtlich wichtigen Oper. Er genießt heute auf beiden Seiten der brasilianisch-argentinischen Grenze hohes Ansehen, gelegentlich Heiligenverehrung, und wurde im November 2009 in die Reihe der zwölf Nationalen Helden Brasiliens aufgenommen.

## Leben

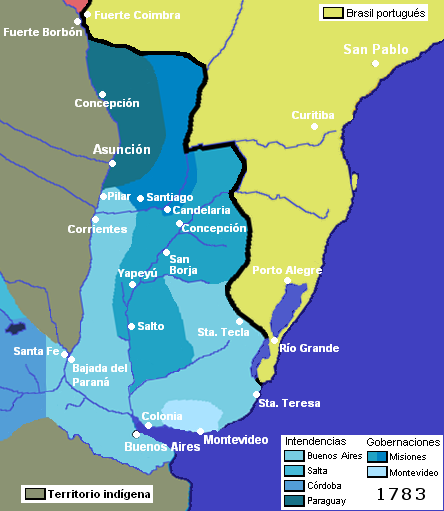
Banda Oriental 1783

Im Vertrag von Madrid hatten sich die europäischen Mächte 1750 auf die Grenze zwischen dem portugiesischen und dem spanischen Teil Südamerikas geeinigt. Für die Colonia del Sacramento oder Banda Oriental, heute Uruguay, das Portugal an Spanien abtrat, erhielten die Portugiesen die Misiones Orientales (Östliche Missionen, heute etwa das Gebiet des brasilianischen Bundesstaates Rio Grande do Sul).
Diese Missionsstationen, rund ein Jahrhundert zuvor von Jesuiten angelegt, waren El Tapé, Los Siete Pueblos und Las Once. So sollten die rund 80.000 Guarani, die in den Missionsstationen östlich dieser Grenze lebten, und damit auf brasilianischem Gebiet, westwärts umgesiedelt werden. Die neue Grenze sollte der Uruguay sein.
Diese waren jedoch nicht gewillt, ihre Dörfer aufzugeben, zumal sie sehr erfolgreiche Viehzüchter, vor allem von Rindern und Pferden geworden waren und eine der größten Viehherden Lateinamerikas besaßen. Den Jesuiten gelang es, die Deportation mehrere Jahre zu verzögern. Tiaraju beraumte 1752 eine Versammlung von 600 Personen mit den militärischen Führern der Spanier im Oratorium von Fuerte de Santa Tecla ein. Ihm standen zunächst nur 68 Mann zur Verfügung. Doch bald wurde Sepé Tiaraju gefangen genommen. Einen Tag vor seiner Hinrichtung konnte er fliehen. Die Guarani griffen die Festung Santo Amaro (Fort Jesus, Maria, Jose de Río Pardo) im Februar 1753 an und eroberten sie nach einmonatiger Belagerung.
Im Juli 1754 ging eine gemeinsame Armee Portugals und Spaniens gegen die Guarani vor. 2000 Spanier und 1000 Portugiesen marschierten aus verschiedenen Richtungen gegen San Borja, den Hauptort. Nach vier Monaten gaben die meisten Aufständischen auf, doch Sepé Tiaraju verbündete sich mit den Charrúas und leistete weiter Widerstand. Ende 1755 brach eine zweite portugiesisch-spanische Armee auf, wurde jedoch in zahlreiche Scharmützel verwickelt.
Der Kriegsruf „Esta terra tem dono!“ (Dieses Land hat Eigentümer!) soll von Sepé Tiaraju stammen. Er wurde drei Tage vor der Schlacht von Caiboate, am 7. Februar 1756 getötet. Der Legende nach wurde Tiaraju von einer portugiesischen Lanze und einer spanischen Kugel getroffen. Ob die Kugel von José Joaquín de Viana, dem Gouverneur von Montevideo stammte, ist unklar.
Als Guaraniführer folgte Nicolàs Neenguirú, dessen Armee jedoch am 10. Februar in eine Falle geriet. In der Schlacht von Caiboate, nahe dem heutigen San Gabriel, im Hügelland südlich des Yaqui, kamen innerhalb einer Stunde 1.500 Guarani ums Leben, hingegen nur drei Spanier und zwei Portugiesen.
Wenige der Indianer konnten fliehen und den Kampf noch mehrere Wochen lang fortsetzen.

## Nachwirkung
1761 wurden die Bestimmungen des Vertrags von Madrid für null und nichtig erklärt. Das Gebiet kam bis 1800 wieder an Spanien, wurde jedoch 1801 von brasilianischen Bandeirantes erobert. Seit 1767 waren die Jesuiten aus dem Gebiet verbannt, der Orden wurde 1773 aufgehoben. Der Friede von Badajoz (1801), der den Orangen-Krieg beendete, brachte das Gebiet bis 1810 endgültig an Portugal. Mit dem Ende der portugiesischen Kolonialherrschaft kam es an Brasilien.

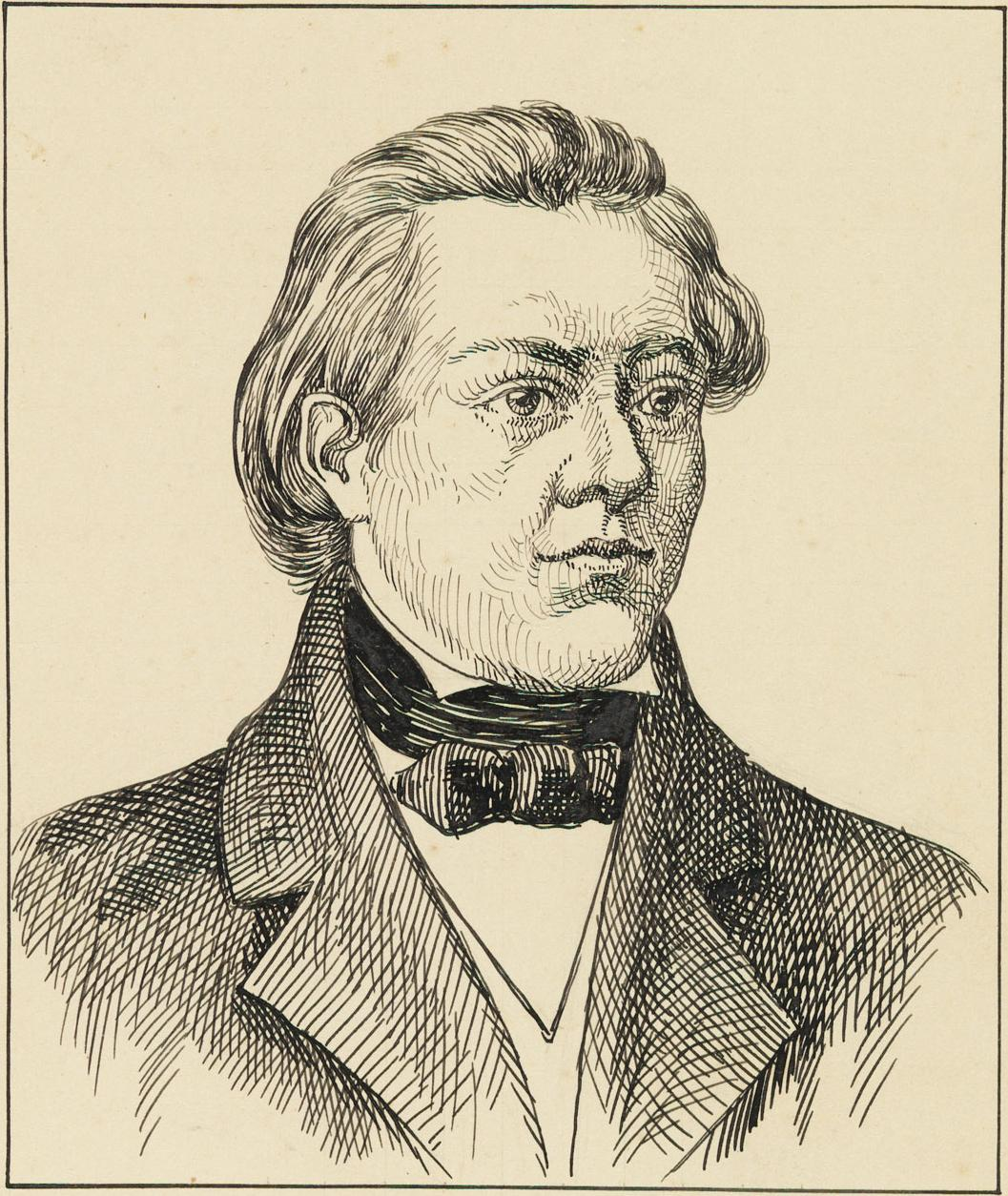
Der brasilianische Schriftsteller Basílio da Gama

Sepé Tiaraju wurde durch den brasilianischen Schriftsteller Basílio da Gama, in seinen Gedichten O Uraguay (1769) und O Lunar de Sepé berühmt. Tiaraju ist seitdem immer wieder als literarische Figur erschienen, wie etwa in O tempo e o vento von Érico Veríssimo. 1857 erschien der Roman O Guarany von José de Alencar, der als eines der bedeutendsten Werke der Romantik gilt. 1870 verarbeitete den Stoff Antônio Carlos Gomes zu einer Oper, die an der Mailänder Scala uraufgeführt wurde. Der Widerstand der Guarani gegen die Räumung von 1756 wurde außerhalb des spanischen und portugiesischen Sprachraums durch den 1986 gedrehten Film Mission von Roland Joffé bekannter.
Im Februar 2006 begingen rund 8 bis 10.000 Indianer, vor allem Guarani, aus Argentinien, Bolivien, Brasilien, Paraguay und Uruguay Sepé Tiarajus 250. Todestag. Anlässlich dieses Tages wollen die Guarani, die auf fünf Staaten verteilt sind, sich organisatorisch stärker zusammenschließen.
Im November 2009 wurde Tiaraju in das Buch der brasilianischen Helden eingetragen, in dem auch Kaiser Pedro I, Deodoro da Fonseca, der Pedro II. stürzte, ebenso wie Joaquim Jose da Silva Xavier, der eine gescheiterte Revolte gegen die portugiesische Kolonialmacht angeführt hat, Zumbi dos Palmares, der Führer eines Sklavenaufstands oder Chico Mendes, der als Verteidiger des Regenwalds gilt.
Die Stadt São Sepé in Rio Grande do Sul, ca. 200 km westlich von Porto Alegre, ist nach Sepé Tiaraju benannt, der dort den Status eines Heiligen genießt. Die Ruinen der Missionen, die beim Massaker von 1756 zerstört wurden, sind heute eine Touristenattraktion.